# Berlandia tenebricola
Berlandia tenebricola är en spindelart som beskrevs av Simon och Fage 1922. Berlandia tenebricola ingår i släktet Berlandia och familjen jättekrabbspindlar. Inga underarter finns listade.